# Irène Doukaina Lascarina
Ne doit pas être confondu avec Irène Lascarine.
Irène Doukaina Lascarina (en bulgare Ирина Ласкарина Асенина, Irina Laskarina Assenina ; grec ιρήνη Δούκαινα Λασκαρκνα, iríni Doúkena Laskarna), née dans l'Empire de Nicée et morte en 1268 à Tarnovo, en Bulgarie), est l'Impératrice consort de Bulgarie de 1258 à 1268.

## Biographie
Irène Doukaina Lascarina était la deuxième épouse du tsar Konstantin Ier Tikh Asen. Elle était la fille de Théodore II Lascaris et de Hélène de Bulgarie et la sœur de Jean IV Lascaris. Ses grands-parents maternels étaient Ivan Assen II et Anna Maria de Hongrie.